# ホセ・アスルメンディ
ホセ・アスルメンディ・オタエギ（Joxe Azurmendi Otaegi, 1941年3月19日 - 2025年7月1日）は、スペイン・ギプスコア県出身の哲学者・思想家・著作家（随筆家・詩人）。倫理、政治、言語哲学、技術、バスク文学、一般哲学など様々な分野で多数の記事や書籍を執筆している。すべての作品をバスク語で執筆しており、バスク語からスペイン語への自己翻訳（セルフ・トランスレーション）も行っている。

## 経歴
アスルメンディは、バスク大学、イタリア・ローマ、イギリス・ミュンスターで哲学と神学を学んだ。
1960年代初頭には、文芸雑誌「ハキン」周辺で起こった文化運動に参加し、ハキン誌がフランコ政権によってはじめて発行禁止処分を受けた際には、発行責任者を務めた。雑誌の復興以来、絶えず雑誌と親密な関係を築き、協力している。この雑誌では、ヨーロッパの思想家の文脈におけるバスク社会の問題点を取り上げた。1970年代初頭には、当時のバスク自治州で熱心な議論がなされていた独立国家、社会主義、国際主義などの対象に関する、バスク語による基本的な文献の普及に取り組んだ。1980年代には現代哲学の教授として、バスク大学で教壇に立つようになった。バスク大学が夏期セミナーを開設した際、アスルメンディは設立者のひとりとなった。
1984年には、モンドラゴン協同組合企業の創始者であるホセ・マリア・アリスメンディアリエタに関する論文を提出し、アリスメンディアリエタの計画は社会主義とフランスの人格主義を組み合わせた組織の下、個人と社会の団結を目的としていたと主張した。1992年にはクラウディオ・サンチェス＝アルボルノス(英語版)による文章への返答として、彼の代表作となる『Espainolak eta euskaldunak』（スペイン人とバスク人）を出版した。この作品でアスルメンディは、スペインの知識人によるバスクについての固定観念に対して反論した。21世紀初頭には、2006年の『Espainiaren arimaz』（スペインの魂について）、2007年の『Humboldt. Hizkuntza eta pentsamendua』（フンボルト 言語と思想）、2008年の『Volksgeist. Herri gogoa』（フォルクスガイスト 民族精神）からなる三部作を出版した。2010年にはエウスカルツァインディア（バスク語アカデミー）から名誉研究員の称号を授与された。
2025年7月1日、サン・セバスティアンで死去。84歳没。

## 作風
文芸雑誌「ハキン」のメンバーであり、またハキン・イラクルガイアク出版社の責任者でもある。ハキン・イラクルガイアクはアスルメンディの責任の下、40冊以上の書籍を出版している。また、クラシコアク出版社とも協同しており、クラシコアク社は様々な哲学的作品のバスク語翻訳を出版している。
アスルメンディは単なる解決策以上に問題点を考察する知識人であるアスルメンディの随筆は現代ヨーロッパの話題を扱っており、深さと知識に満ちている。アスルメンディはヨーロッパの思想家、特にドイツ人思想家の哲学や思考を取り入れている。アスルメンディの文章はしばしば論戦調となる。アスルメンディはバスク地方でもっとも博識で多作な思想家のひとりだとされている。

## 作品
イングマと呼ばれるバスク科学コミュニティのデータベースには、アスルメンディによる180以上の作品が登録されている。

### 随筆
- 1971年 Hizkuntza, etnia eta marxismoa 「言語、民族、マルクス主義」エウスカル・エルカルゴア社
- 1972年 Kolakowski 「コワコフスキ」EFA社: ホセバ・アレギとの共書
- 1973年 Kultura proletarioaz 「プロレタリア文化について」ハキンEFA社
- 1975年 Iraultza sobietarra eta literatura 「ロシア革命と文学」ゲロ・メンサヘロ
- 1975年 Gizona Abere hutsa da 「人間は単なる動物である」EFA社
- 1976年 Zer dugu Orixeren kontra? 「我々はオリシェに対して何をするか?」EFAハキン社
- 1977年 Zer dugu Orixeren alde? 「我々はオリシェを選ぶか?」EFAハキン社
- 1978年 Artea eta gizartea 「芸術と社会」アランブル社
- 1978年 Errealismo sozialistaz 「社会主義者の実在論について」アランブル社
- 1978年 Mirande eta kristautasuna 「ミランデとキリスト教信仰」GAK社
- 1979年 Arana Goiriren pentsamendu politikoa 「サビノ・アラナの政治思想」オルダゴ・ルル社
- 1979年 Nazionalismo Internazionalismo Euskadin 「バスクの民族主義と世界主義」オルダゴ・ルル社
- 1979年 PSOE eta euskal abertzaletasuna 「PSOEとバスク・ナショナリズム」オルダゴ・ルル社
- 1984年 El hombre cooperativo. Pensamiento de Arizmendiarrietaラン・キデ・アウレスキア社「協同組合の人間 アリスメンディアリエタの思想」
  - ホセ・アスルメンディ『アリスメンディアリエタの協同組合哲学 スペイン・モンドラゴン協同組合の創設思想』石塚秀雄 訳, みんけん出版, 1990年
- 1984年 Filosofía personalista y cooperación. Filosofía de Arizmendiarrieta 「人格主義哲学と協同組合 アリスメンディアリエタの哲学」バスク大学
- 1989年 Schopenhauer, Nietzsche, Spengler, Miranderen pentsamenduan 「ミランデの思想にみるショーペンハウアー、ニーチェ、シュペングラー」スサ社
- 1989年 Miranderen pentsamendua 「ミランデの思想」スサ社
- 1991年 Gizaberearen bakeak eta gerrak 「人間動物についての戦争と平和」エルカル社
- 1992年 Espainolak eta euskaldunak 「スペイン人とバスク人」エルカル社
  - アスルメンディの自己翻訳によるスペイン語版が出版されている。Los españoles y los euskaldunes, Hondarribia: イル社, 1995. ISBN 978-84-87524-83-7
- 1994年  Karlos Santamaria. Ideiak eta ekintzak 「カルロス・サンタマリア 観念と行動」ギプスコア県議会（非売品）
- 1996年 La idea cooperativa: del servicio a la comunidad a su nueva creación 「協同組合の着想: 公共サービスから協同組合の新規設立に向けて」 Gizabidea Fundazioa
- 1997年 Demokratak eta biolentoak 「民主主義者と暴力」エルカル社
- 1998年 Teknikaren meditazioa 「技術の内省」クチャ財団
- 1998年 Oraingo gazte eroak 「今日の狂った若者」エンボリケ社
- 1999年 El hecho catalán. El hecho portugués 「カタルーニャの真実 ポルトガルの真実」イル社
- 1999年 Euskal Herria krisian 「危機にあるバスク」エルカル社
- 2001年 La violencia y la búsqueda de nuevos valores 「新たな価値に対する暴力と研究」イル社
- 2002年 La presencia de Nietzsche en los pensadores vascos Ramiro de Maeztu y Jon Mirande 「ラミロ・デ・マエストゥとホン・ミランデにみる、バスクにおけるニーチェの現在」Euskalerriaren Adiskideen エルカルテア社
- 2003年 Etienne Salaberry. Bere pentsamenduaz (1903-2003) 「エティエンヌ・サラベリー 彼の思想について (1903-2003)」エガン社
- 2006年 Espainiaren arimaz 「スペインの魂について」エルカル社
- 2007年 Volksgeist. Herri gogoa 「フォルクスガイスト 民族精神」エルカル社
- 2007年 Humboldt. Hizkuntza eta pentsamendua 「フンボルト 言語と思想」UEU社
- 2009年 Azken egunak Gandiagarekin 「ガンディアガとの最後の日々」エルカル社
- 2012年 Bakea gudan 「戦争の中の平和」チャラパルタ社
- 2012年 Barkamena, kondena, tortura 「赦し、裁き、苦悩」エルカル社
- 2013年 Karlos Santamariaren pentsamendua 「カルロス・サンタマリアの思想」ハキン/バスク大学
- 2014年 Historia, arraza, nazioa 「歴史、人種、国民」エルカル社
- 2016年 Gizabere kooperatiboaz 「協力的なヒト動物には」Jakin社
- 2017年 Hizkuntza, Nazioa, Estatua「言語、国民h国家」Elkar社
- 2018年 Beltzak, juduak eta beste euskaldun batzuk「黒人、ユダヤ人、他のバスク人」Elkar社
- 2020年 Pentsamenduaren historia Euskal Herrian「バスクの国の思想史」Jakin社
- 2023年 Europa bezain zaharra「ヨーロッパと同じくらい古い」Jakin社

### 詩集
- 1971年 Hitz berdeak (Unrefined words) EFA社
- 2000年 XX. mendeko poesia kaierak - Joxe Azurmendi 「20世紀の詩の本 – ホセ・アスルメンディ」スサ社, コルド・イサギレ版

### 雑誌記事
- ハキン誌に掲載された記事[16]
- アナイタスナ誌に掲載された記事[17]
- RIEV誌に掲載された記事[18]

## 受賞
- 1976年 Andima Ibiñagabeitia  - 『Espainolak eta euskaldunak』[19]
- 1978年 イルン・イリア賞 - 『Mirande eta kristautasuna』 (Mirande and Christianity).
- 1998年 イルン・イリア賞 - 『Teknikaren meditazioa』(Meditations on Technique).
- 2005年 フアン・サン・マルティン賞- 『Humboldt: Hizkuntza eta pentsamendua』[20]
- 2010年 バスク文学サリア賞 随筆部門 - 『Azken egunak Gandiagarekin』[21][22]
- 2012年 エウスコ・イカスクンツァ賞[23][24]
- 2012年 ダビレン・エレア賞[25]
- 2014年 作品全体のデジタル化（ギプスコア県議会）[26]
- 2015年 バスク文学サリア賞 随筆部門- 『Historia, arraza, nazioa』[27]

## 文献

### その他の文献
- Aizpuru, A. (coord.) 2012: Euskal Herriko pentsamenduaren gida, ビルバオ: UEU社. ISBN 978-84-8438-435-9
- Aizpuru, A. 2013: Suak erreko ez balu (I), hAUSnART, 3:102-121.
- Altzibar, X. 2011: "XX. mendeko euskal literatura: saiakera" in Mari Jose Olaziregi, Euskal literaturaren historia, サン・セバスティアン: EIZEI社. ISBN 978-84-615-0546-3. English edition: Olaziregi, Mari Jose (2012). Basque Literary History, リノ: ネバダ大学リノ校バスク研究センター. ISBN 978-1-935709-19-0 (pbk.)
- Arrieta, A. 2013: "Eranskina: Joxe Azurmendiren Azken egunak Gandiagarekin" in Arimak eta balioak, サン・セバスティアン: ハキン. ISBN 978-84-95234-48-3
- del Olmo, K. 2013: "Joxe Azurmendi: Espainolak eta euskaldunak (1992)" in Egungo euskal saiakeraren historia, ビルバオ:バスク大学. ISBN 978-84-9860-829-8
- Eizagirre, X.; Zabaleta, I. (2021): Pentsamendu bat gure munduari. Joxe Azurmendi Kongresua, ビルバオ:バスク大学. ISBN 978-84-949759-2-9
- Olariaga, A. 2019: Erlatibismoaren egiak, ビルバオ: UEU社. ISBN 978-84-8438-691-9
- Hegats. Literatur aldizkaria 45 (2010) ISSN 1130-2445
- Jakin. 237 (2020) ISSN O211/495X
- Sudupe, P. 2011: 50eko Hamarkadako Euskal Literatura II, サン・セバスティアン: Utriusque Vasconiae. ISBN 978-84-938329-5-7